# Phleogena
Phleogena är ett släkte av svampar. Enligt Catalogue of Life ingår Phleogena i familjen Phleogenaceae, ordningen Atractiellales, klassen Atractiellomycetes, divisionen basidiesvampar och riket svampar, men enligt Dyntaxa är tillhörigheten istället familjen Phleogenaceae, ordningen Atractiellales, klassen Tremellomycetes, divisionen basidiesvampar och riket svampar.
|           | Helicogloea                         |
|           |                                     |
|           | Hoehnelomyces                       |
|           |                                     |
|           | Basidiopycnides                     |
|           |                                     |
|           | Proceropycnis                       |
|           |                                     |
|           | Basidiopycnis                       |
|           |                                     |
|           | Atractiella                         |
|           |                                     |
| Phleogena | \| \| Phleogena faginea \| \| \| \| |
|           | \| \| Phleogena faginea \| \| \| \| |
|           | Phleogena faginea                   |
|           |                                     |

|  | Phleogena faginea |
|  |                   |

## Källor

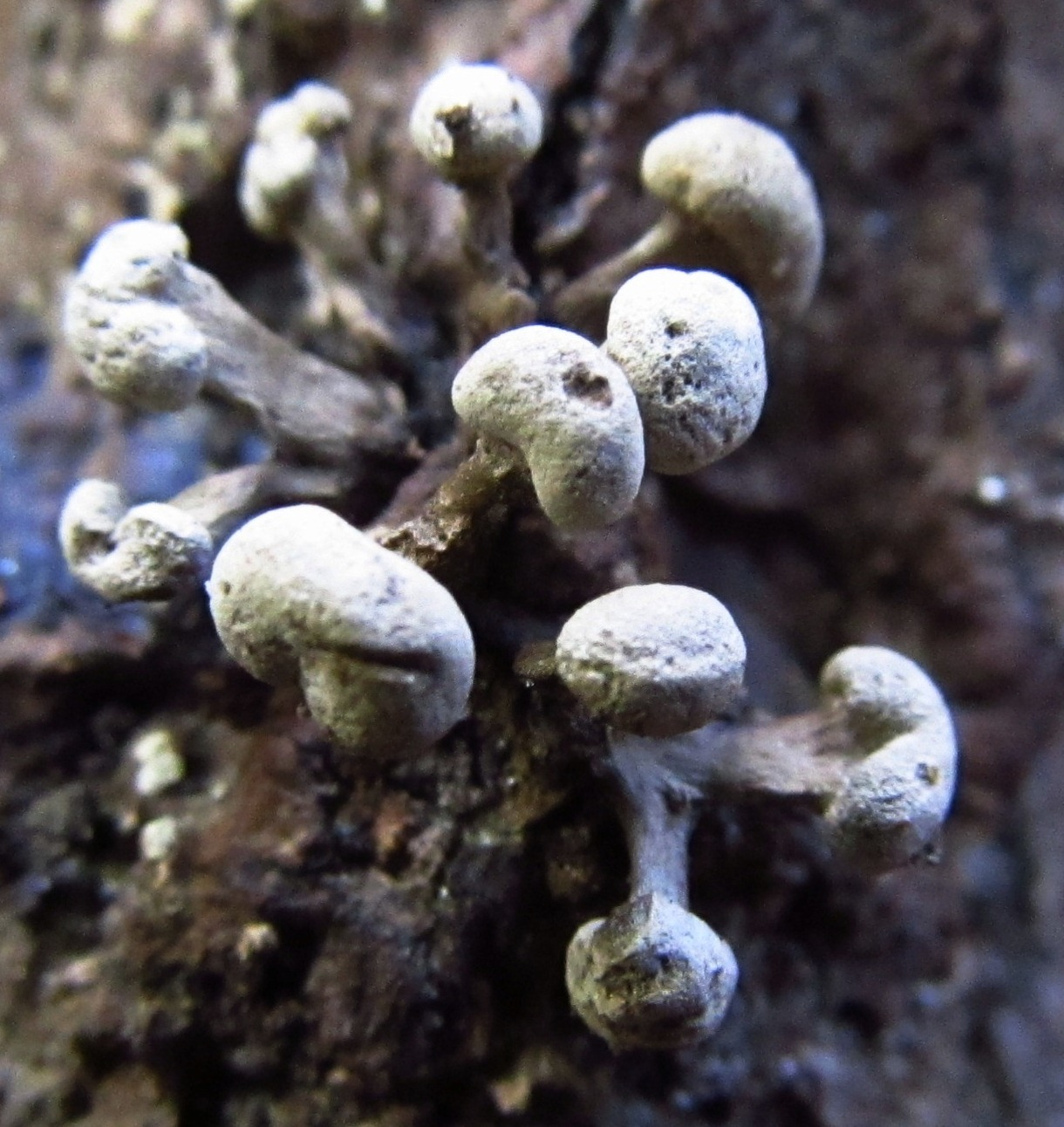
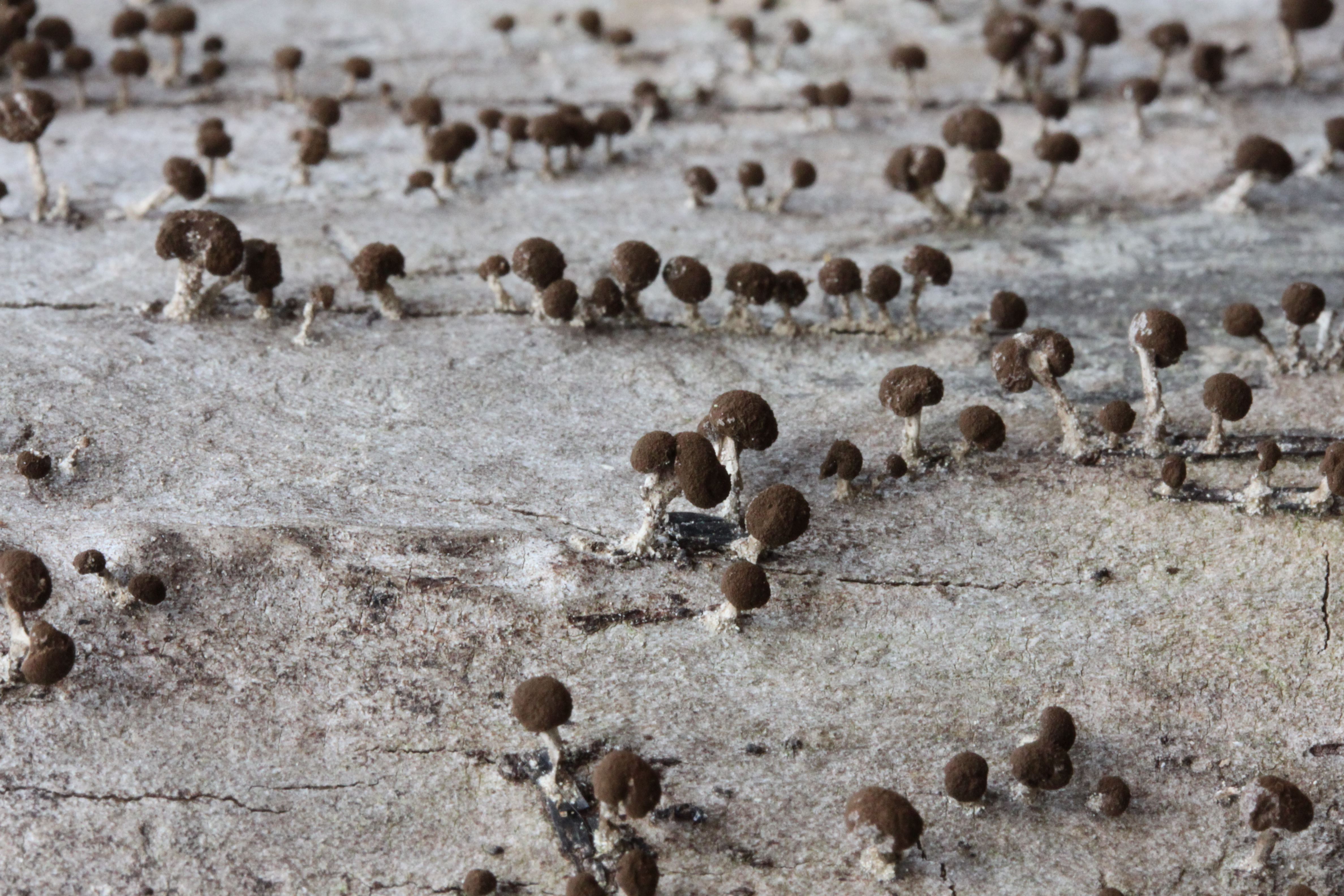